# 圣布里厄望德圣母圣殿
圣布里厄望德圣母圣殿（Basilique Notre-Dame-d'Espérance）是一座罗马天主教宗座圣殿，位于法国布列塔尼大区阿摩尔滨海省圣布里厄。建于1856-1877年，持续18年。建筑师Jean-Marie Prud'homme，哥特复兴风格。
1903年，教宗 庇护十世将该堂升格为宗座圣殿。

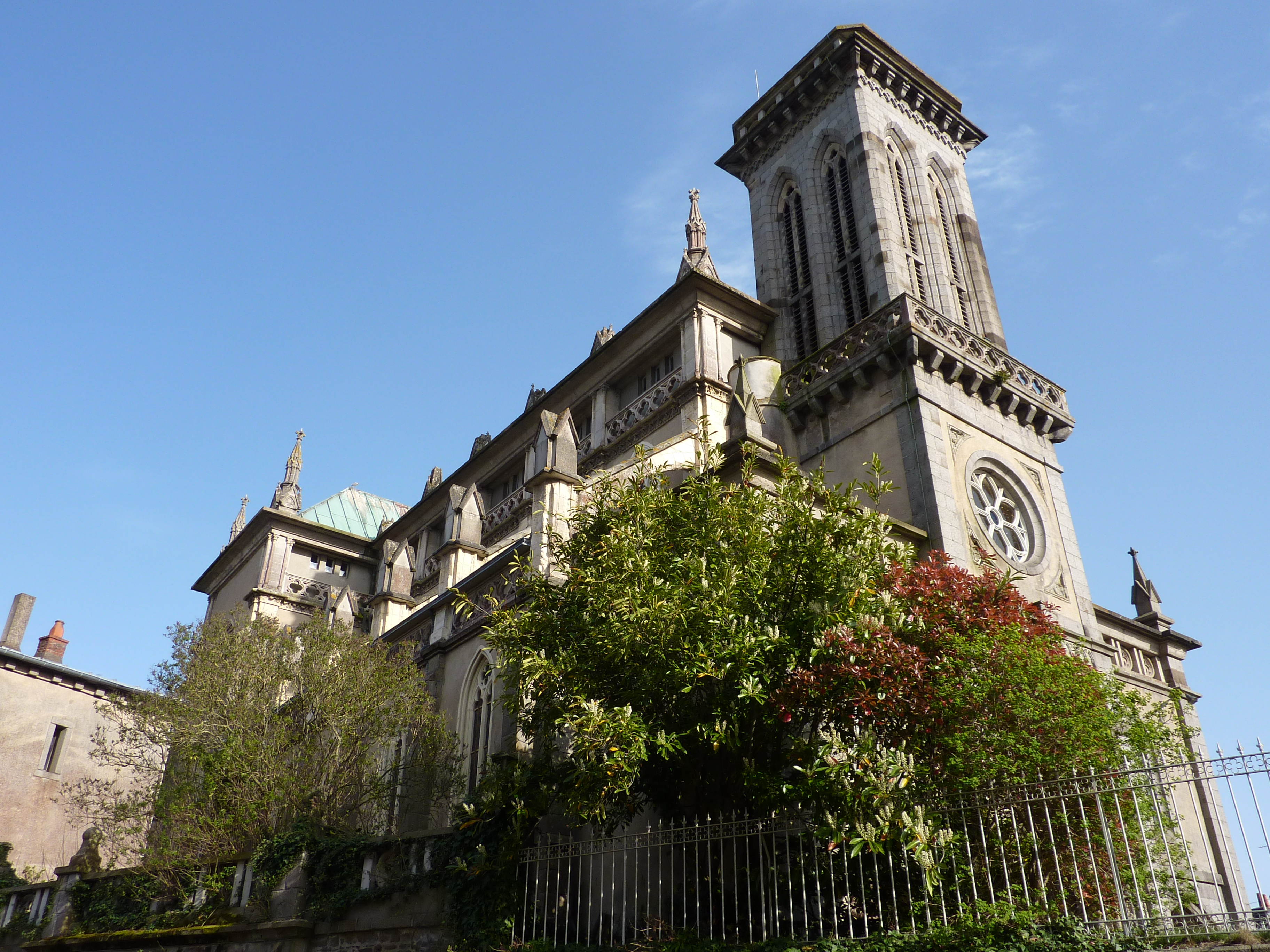
.